# František Malenínský

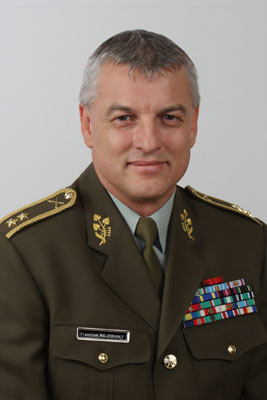
František Malenínský

František Malenínský (* 22. Juli 1959 in České Budějovice) ist ein tschechischer Offizier. Er wurde am 8. Mai 2008 zum generálmajor  befördert. 
Malenínský besuchte die Hochschule des Heeres in Vyškov (Abschluss 1982) sowie die Militärakademie Brünn (Postgraduiertenstudium, Abschluss 1989). Darüber hinaus absolvierte er Ausbildungen am Royal College of Defence Studies in London (1999–2000) sowie am NATO Defence College in Rom (2002).
Malenínský begann seine militärische Laufbahn 1982 als Zugführer. 1994 stieg er zum Kommandeur der 1. Artilleriebrigade und 1997 zum Leiter der aus ihr hervorgegangenen 1. Ausbildungs- und Mobilmachungsbasis der Artillerie (Výcviková a mobilizační základna dělostřelectva) in Jince auf. Im Jahr 2000 wurde er stellvertretender Kommandeur einer mechanisierten Division. Im Jahr 2005 erfolgte seine Ernennung zum Leiter der in Vyškov ansässigen Kommandobehörde für Ausbildungs- und Einsatzgrundsätze (Ředitelství výcviku a doktrín), und 2007 wurden ihm die Unterstützungs- und Ausbildungskräfte (Sily podpory a výcviku) unterstellt. Am 1. August 2011 erfolgte seine Ernennung zum Stellvertreter des Chefs des Generalstabs der tschechischen Streitkräfte.
Darüber hinaus durchlief Malenínský mehrere Auslandsverwendungen als stellvertretender Stabschef, und zwar beim RC AFNORTH und dessen Nachfolgestruktur JFC Brunssum (2002–2005), bei MCD (der aus der Partnership Coordination Cell (PCC) in Mons hervorgegangenen Military Cooperation Division) (2008–2010) sowie bei SHAPE (2010–2011).